# Megaspilidae

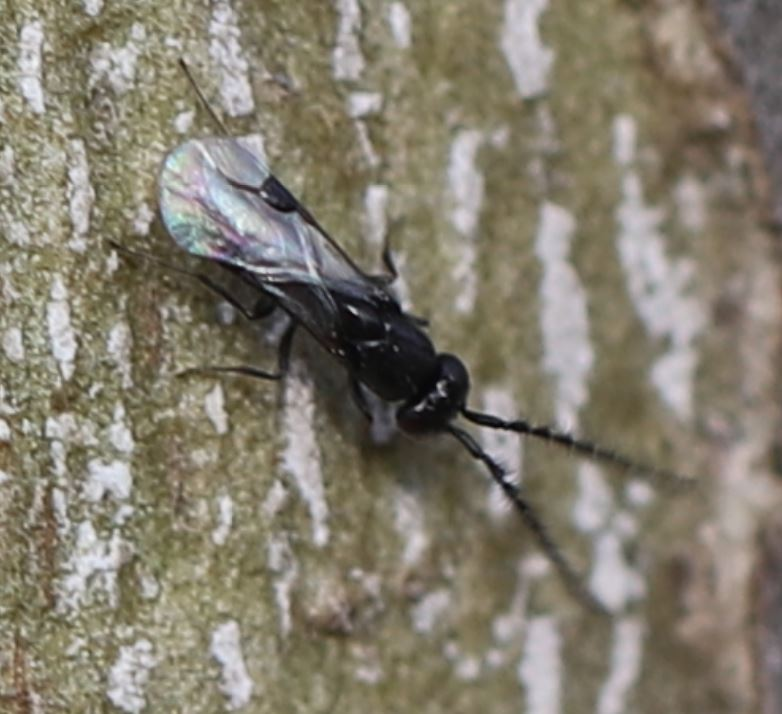

Die Megaspilidae sind eine Familie der Hautflügler. Die gut 300 bekannten Arten werden in 12 Gattungen eingeteilt. Die Familie ist weltweit verbreitet.

## Merkmale
Es handelt sich um kleine Hautflügler von etwa einem bis fünf Millimeter Körperlänge. Die Tiere sind meist schwarz gefärbt, oft mit Braun- oder Gelbtönen. Am Kopf sind die Antennen in Höhe des Augenunterrands, also relativ tief, eingelenkt. Sie bestehen in beiden Geschlechtern aus elf Segmenten. Das erste Antennensegment ist länger als die übrigen, besonders bei den Weibchen. Beim Männchen sind die ersten Geißelsegmente oft zahnförmig nach außen erweitert. Am Rumpf ist das Pronotum stark verkürzt. An der Oberseite des mittleren Segments fallen drei Linien auf, eine zentrale Mittelfurche und zwei schmale Längskiele links und rechts davon, die als Notaulices oder Parapsiden bezeichnet werden, diese können aber verkürzt sein oder selten ganz fehlen. Die Flügel weisen ein stark reduziertes Geäder auf. Dieses besteht im Vorderflügel aus einer Randader, die bis zum großen, meist halbkreisförmigen Flügelmal (Pterostigma) reicht; sie schließt an dieses nicht direkt an, sondern ist mit einer kleinen Unterbrechung davon abgesetzt. Vom Flügelmal erstreckt sich eine hakenförmige Ader unterschiedlicher Länge Richtung Flügelspitze. Im Hinterflügel sind überhaupt keine Adern vorhanden. Die Flügel sind fast immer dicht von kurzen Haaren (Mikrotricha) bedeckt. An den Beinen weisen alle drei Schienen-(Tibien-)paare an der Spitze zwei Sporne auf, die manchmal kammförmig eingeschnitten (pektinat) sind. Der größere Sporn der Vordertibien ist zweispitzig. Der Hinterleib ist in der Regel relativ kurz und an den Seiten gerundet. Er sitzt mit einem kurzen Petiolus am Mesosoma an, zwischen Petiolus und den restlichen Hinterleib ist oft ein skulpturierter Kragen eingeschaltet. Der Legebohrer der Weibchen ist relativ kurz und in Ruhestellung im Hinterleib verborgen.

## Lebensweise
Die Larven der Megaspiliden sind immer Parasitoide anderer Insektenarten. Sehr häufig parasitieren sie andere Hautflügler, die selbst bereits Parasitoide sind (Hyperparasitismus). Als Wirte sind eine Vielzahl von Arten aus den unterschiedlichsten Ordnungen festgestellt worden, darunter Schildläuse (Coccoidea), Netzflügler (Neuroptera), Winterhafte (Boreidae, Ordnung Mecoptera) und Zweiflügler (Diptera). Wirte der hyperparasitierenden Arten sind oft Brackwespen. Am besten bekannt ist die Biologie der Gattung Dendrocerus. Viele Arten dieser Gattung parasitieren als Hyperparasitoide in Arten, die selbst Parasitoide von Blattläusen oder anderen Pflanzensaugern sind. Die Parasitoide gehören vor allem zu den (Unter-)Familien Encyrtidae und Aphidiinae (Fam. Braconidae). Diese fressen im letzten Stadium ihren Wirt zu einer hohlen Hülle, die nur aus dem Exoskelett besteht, aus („Blattlausmumie“). In diesem Stadium werden sie vom Weibchen der Megaspilidae durch die Mumie hindurch mit einem Ei belegt, die Eiablage dauert etwa 30 bis 60 Sekunden. Der Hyperparasit frisst die verpuppungsbereite Brackwespenlarve auf und verpuppt sich in der Mumie neben seinen Überresten. Haviland beschreibt vier Larvenstadien. Die Parasitoidenlarve frisst von außen an ihrem Wirt (Ektoparasitoid). Primäre Wirte sind neben Blattläusen auch andere Pflanzensauger wie Schildläuse und Blattflöhe. Da auch ökonomisch bedeutsame Pflanzenschädlinge darunter sind, vermindern die Dendorcerus-Arten die Wirksamkeit der biologischen Schädlingsbekämpfung. Die Befallsrate des Hyperparasiten kann recht hoch liegen und über 50 %, in Ausnahmefällen bis nahe 100 % der Wirtspopulation erreichen.

## Systematik
Die Megaspilidae sind eine der beiden Familien der Überfamilie Ceraphronoidea. Ihr Schwestergruppenverhältnis mit der zweiten Familie Ceraphronidae ist durch zahlreiche Merkmale gut abgesichert.
Die Familie wird in zwei Unterfamilien gegliedert:
- Megaspilinae. 7 Gattungen
  - Gattung Megaspilus Westwood, 1829. holarktisch. 2 (möglicherweise 3) Arten.
  - Gattung Platyceraphron Kieffer, 1906. holarktisch. 4 Arten.
  - Gattung Trichosteresis Förster, 1856. Nord- und Südamerika, Afrika, Europa. 2 Arten.
  - Gattung Creator Alekseev, 1980. Europa. monotypisch, einzige Art Creator spissicornis (Hellen, 1966)
  - Gattung Trassedia Cancemi, 1996. Madagaskar. monotypisch, einzige Art Trassedia luapi Cancemi, 1996
  - Gattung Conostigmus Dahlbom, 1858. weltweit. über 160 Arten.
  - Gattung Dendrocerus Ratzeburg, 1852. weltweit. etwa 100 Arten.
- Lagynodinae. Weibchen in der Regel flügellos und ohne Ocellen. Bei geflügelten Männchen Pterostigma schmal. 5 Gattungen.
  - Gattung Aetholagynodes Dessart, 1994. Australien
  - Gattung Archisynarsis Szabó, 1973. Europa
  - Gattung Typhlolagynodes Dessart, 1981. Europa
  - Gattung Holophleps Kozlov, 1966. holarktisch.
  - Gattung Lagynodes Förster, 1840. weltweit.